# James Janeway
James Janeway (Lilley in Hertfordshire 1636 - Londen 1674) was een Engelse puriteinse predikant. Hij was ook een van de eerste schrijvers van boeken die voor kinderen waren bedoeld.

## Biografie
Janeway werd opgeleid in Oxford, aan Christ Church College, waarna hij enige tijd als huisleraar werkte; daarna werd hij predikant. In 1662 was hij een van de vele honderden predikanten die werden afgezet omdat ze zich niet konden schikken onder de bepalingen die voortvloeiden uit de Act of Uniformity, een wet die de bisschoppelijke regering in de kerk herstelde en het gebruik van het Book of Common Prayer verplicht stelde.
Hij ging echter door met zijn werk. In het pestjaar 1665 bleef hij in Londen, net als zijn puriteinse college Thomas Vincent, en deed daar trouw zijn taak, terwijl veel predikers uit de staatskerk op de vlucht sloegen. Daardoor werd hij populair onder het volk, maar het leverde hem ook veel vijandschap op. In de loop van de tijd werden er verschillende aanslagen op zijn leven gepleegd. In 1666 was Janeway getuige van de grote brand van Londen. Daarna diende hij de gemeente in Rotherhithe.

## Kinderboek
Janeway schreef verschillende boeken. Tot zijn bekendere werken hoort Heaven upon Earth, or the best Friend in the Worst Times uit 1670. Zijn bekendste boek is het kinderboek A Token for Children. Dit bevat de sterfbedverhalen van jong gestorven, gelovige kinderen. Deze verhalen werden ook in Nederland al vroeg bekend omdat Jacobus Koelman zijn vertalingen ervan plaatste achter in zijn pedagogisch handboek De pligten der ouders in kinderen voor Godt op te voeden. Twee van de sterfbedverhalen, die van de Leidse kinderen Susanna en Jacob Bickes, had Janeway op zijn beurt weer ontleend aan Koelman.
In oktober 2011 verscheen van de hand van de Nederlandse auteur S. van der Veen een historische roman over het leven van James Janeway, getiteld De lijfwacht van Janeway. 
- Gemeinsame Normdatei: 131721402
- International Standard Name Identifier: 0000 0000 7780 6564
- Library of Congress Control Number: n84184596
- Nederlandse Thesaurus van Auteursnamen: 224220918
- LIBRIS: 334044
- SNAC: w63c9pdm
- Trove: 1029153
- Virtual International Authority File: 52149294305880521636